# Kim Jee-woon
Kim Jee-woon (* 6. Juli 1964) ist ein südkoreanischer Regisseur und Drehbuchautor.

## Karriere
Kim Jee-woon wurde am 6. Juli 1964 in Seoul geboren. Er arbeitete anfangs beim Theater, zunächst als Schauspieler, dann als Regisseur. 1998 drehte er mit The Quiet Family seinen ersten Film. Dieser zeichnet sich durch eine effektive Mischung morbiden Horrors gepaart mit absurder Komik aus. Kim nächster Film, The Foul King, handelt von einem Bankangestellten, der eine Wrestling-Karriere beginnt. Seine Filme A Tale of Two Sisters, Bittersweet Life und The Good, the Bad, the Weird waren kommerziell sehr erfolgreich und erhielten sehr gute Kritiken. Anfang 2013 erschien sein erster in den Vereinigten Staaten produzierter Spielfilm The Last Stand mit Arnold Schwarzenegger in der Hauptrolle. 2016 veröffentlichte er The Age of Shadows, eine psychologisch intensive Aufnahme der Kolonialzeit.
2018 erhielt er den französischen Ordre des Arts et des Lettres.

## Filmografie
- 1998: The Quiet Family (조용한 가족; Joyonghan Gajok)
- 2000: The Foul King (반칙왕; Banchikwang)
- 2000: Coming Out (커밍 아웃)
- 2002: Three… Nightmares, Episode 1: „Memories“
- 2003: A Tale of Two Sisters
- 2005: Bittersweet Life (달콤한 인생; Dalkomhan Insaeng)
- 2008: The Good, the Bad, the Weird (좋은 놈, 나쁜 놈, 이상한 놈; Joheun nom nabbeun nom isanghan nom)
- 2010: I Saw the Devil (악마를 보았다 Angmareul boatda)
- 2012: Doomsday Book
- 2013: The Last Stand
- 2016: The Age of Shadows (밀정 Miljeong)
- 2018: Illang: The Wolf Brigade (인랑)
- 2021: Dr. Brain (Dr. 브레인, Apple TV+)